# Канбі (Орегон)
Канбі (англ. Canby) — місто (англ. city) в США, в окрузі Клакамас штату Орегон. Населення — 18 171 особа (2020).

## Географія
Канбі розташоване за координатами 45°15′55″ пн. ш. 122°41′18″ зх. д. / 45.26528° пн. ш. 122.68833° зх. д. (45.265185, -122.688250). За даними Бюро перепису населення США в 2010 році місто мало площу 9,81 км², з яких 9,71 км² — суходіл та 0,10 км² — водойми. В 2017 році площа становила 11,71 км², з яких 11,60 км² — суходіл та 0,10 км² — водойми.

## Демографія
Згідно з переписом 2010 року, у місті мешкало 15 829 осіб у 5647 домогосподарствах у складі 4129 родин. Густота населення становила 1613 особи/км². Було 5890 помешкань (600/км²).
Расовий склад населення:
| - 81,0 % — білих - 1,2 % — корінних американців - 1,1 % — азіатів - 0,6 % — чорних або афроамериканців - 0,2 % — вихідців з тихоокеанських островів - 13,1 % — осіб інших рас |

До двох чи більше рас належало 2,9 %. Частка іспаномовних становила 21,3 % від усіх жителів.
За віковим діапазоном населення розподілялося таким чином: 28,3 % — особи молодші 18 років, 57,5 % — особи у віці 18—64 років, 14,2 % — особи у віці 65 років та старші. Медіана віку мешканця становила 36,3 року. На 100 осіб жіночої статі у місті припадало 92,3 чоловіків; на 100 жінок у віці від 18 років та старших — 88,0 чоловіків також старших 18 років.
Середній дохід на одне домашнє господарство становив 73 589 доларів США (медіана — 61 760), а середній дохід на одну сім'ю — 82 876 доларів (медіана — 70 530). Медіана доходів становила 50 747 доларів для чоловіків та 41 946 доларів для жінок. За межею бідності перебувало 12,7 % осіб, у тому числі 19,5 % дітей у віці до 18 років та 4,7 % осіб у віці 65 років та старших.
Цивільне працевлаштоване населення становило 7511 осіб. Основні галузі зайнятості: освіта, охорона здоров'я та соціальна допомога — 20,7 %, виробництво — 15,7 %, роздрібна торгівля — 12,5 %, науковці, спеціалісти, менеджери — 10,1 %.

## Уродженці
- Маккензі Майлс (* 1986) — американська порноакторка і еротична фотомодель.